# Werner Goike
Werner Goike (* 3. Dezember 1928; † 11. August 2015) war ein deutscher Fußballspieler. Der Allrounder hat bei Altona 93 von 1955 bis 1962 in der erstklassigen Fußball-Oberliga Nord 188 Ligaspiele mit acht Toren absolviert. Mit den Schwarz-Weiß-Roten belegte er in der Saison 1957/58 den 3. Rang im Norden. In der AFC-Rangliste der Spieleinsätze in der Oberliga Nord rangiert er hinter Werner Gorszka und Werner Erb auf dem 3. Rang. Nach dem Ende seiner Spielerkarriere war er ein erfolgreicher Trainer im Hamburger Amateurfußball. Goike gewann mit dem VfL Pinneberg zweimal in den Jahren 1964 und 1968 die Meisterschaft in der Landesliga Hamburg, in der Aufstiegsrunde zur zweitklassigen Regionalliga Nord ist er aber jeweils mit seiner Mannschaft gescheitert.

## Karriere

### Amateur, bis 1955
Die erste höherklassige Vereinsstation von Werner Goike ist 1950/51 beim TSV Uetersen in der Amateurliga Hamburg feststellbar. Von Uetersen ging 1953/54 sein Weg zum Itzehoer SV. Auf Anhieb gewann er unter Trainer Kurt Baluses und an der Seite von Torhüter Rudolf Schönbeck die Meisterschaft in der Amateurliga Schleswig-Holstein. In der Aufstiegsrunde zur Oberliga Nord reichte es hinter dem VfB Oldenburg und Teutonia Uelzen lediglich zum 3. Rang. Ausgerechnet in der Aufstiegsrunde mussten Goike und Kollegen ohne den Rückhalt des verletzten Torhüters Schönbeck antreten. Nach dem 5. Rang 1954/55 wurde Goike zur Saison 1955/56 von Altona 93 mit einem Vertrag für die Oberliga Nord ausgestattet.

### Altona 93, 1955 bis 1962 in der Oberliga Nord
Neben dem fast 27-jährigen Ex-Amateur aus Itzehoe hatte der AFC auch noch die zwei „Rückkehrer“ Ernst „Ernie“ Münch und Edgar „Edu“ Preuß neu unter Vertrag genommen. Im ersten Jahr nach Trainer Klaus-Peter Kirchrath erlebte Goike ein denkwürdiges Oberligadebüt: Mit 1:6 verlor Altona am 28. August 1955 das Rundeneröffnungsspiel bei Arminia Hannover. Goike und Münch bildeten den linken Flügel. Aber im ersten Heimspiel besiegte der AFC am 4. September vor 15.000 Zuschauern in Bahrenfeld den Hamburger SV mit 2:0; dabei war Goike im damaligen WM-System auf Rechtsaußen gestürmt. Auch beim Rückspiel am 11. März 1956 glückte Altona vor 16.000 Zuschauern mit 3:1 ein doppelter Punktgewinn gegen die „Rautenträger“; der vielseitige Goike war als rechter Halbstürmer dabei im Einsatz gewesen. Als Altona am 21. Spieltag das Heimspiel gegen Werder Bremen mit 1:3 verliert, befand es sich aber nur noch zwei Punkte von einem Abstiegsplatz entfernt. Zum Schluss versöhnte der 9. Tabellenplatz mit dem unruhigen Verlauf der Runde. Goike hatte als alleiniger AFC-Spieler alle 30 Rundenspiele bestritten. Im zweiten Oberligajahr von Goike, 1956/57, erreichte Altona mit einem Punkt weniger wie im Vorjahr den 11. Rang. Zwar waren mit Gerd Riedel und Albert Wullenweber zwei gute Oberligaangreifer zum AFC gekommen und am 2. März 1957 rangen die Mannen um den rechten Halbstürmer Goike auch dem Hamburger SV vor 27.000 Zuschauern ein 2:2 ab, aber nach der 2:3-Auswärtsniederlage am 24. März 1957 beim VfR Neumünster war der Faden völlig gerissen. 
Zur Saison 1957/58 nahmen die Schwarz-Weiß-Roten aus Bahrenfeld Gerhard Göhrke und Horst Wendlandt neu unter Vertrag und statteten zudem auch das aus der Jugend entwachsene Talent Heiko Kurth mit einem Ligavertrag aus. Die Qualität des Spielerkaders von Spielertrainer Heinz Spundflasche war damit sichtlich verbessert, am Rundenende konnte der 3. Rang im Norden erreicht werden. Nach Ende der Hinserie standen Goike und Kollegen mit 18:22 Punkten und 15:15 Toren auf dem 9. Rang. Am 10. November 1957 hatte der AFC vor 12.000 Zuschauern Tabellenführer Hamburger SV mit 2:0 besiegt. Am Angriff war das Team von der Adolf-Jäger-Kampfbahn in der Besetzung mit Göhrke, Goike, Spundflasche, Kurth und Wendlandt dabei angetreten. Im Rückrundenspiel am 23. Februar 1958 hatte Goike für den AFC bei der 2:3-Niederlage am Rothenbaum in der 70. Minute den zwischenzeitlichen 2:2-Ausgleich erzielt, ehe durch ein Eigentor von Kalkowski das Spiel verloren wurde. Auch gegen den späteren Vizemeister Eintracht Braunschweig gelang in der Rückrunde ein 1:0-Heimerfolg, wobei gegenüber dem HSV-Spiel lediglich Erb für Kurth im Angriff zum Zuge gekommen war. Die Runde beendete Altona am 6. April 1958 mit einem 2:0-Heimerfolg gegen den VfB Lübeck und mit 35:25 Punkten belegte der AFC den 3. Rang im Norden und Goike hatte in 26 Ligaeinsätzen vier Tore erzielt.
In der Saison 1958/59 führten Goike und Kollegen nach dem 3:2-Heimerfolg am 19. Oktober 1958 gegen Eintracht Braunschweig mit 16:2 Punkten die Tabelle im Norden an. Goike spielte jetzt überwiegend als Außenläufer. Danach stellte sich aber ein lang anhaltender Negativlauf ein, welcher erst mit dem 1:0 im Heimspiel am 8. Februar 1959 gegen Hannover 96 wieder beendet werden konnte. Mit 31:29 Punkten rangierte der AFC deshalb am Rundenende auf dem 8. Rang und Goike hatte 29 Ligaspiele bestritten. In der Runde 1959/60 ragten die zwei Remisspiele mit 1:1 und 3:3 gegen Serienmeister Hamburger SV heraus, aber der 11. Rang mit negativem Punktekonto hatte nicht überzeugt.
Der negative Trend konnte unter Spundflasche-Nachfolger Kurt Krause in der Runde 1960/61 mit dem 6. Rang gestoppt werden und Goike hatte wiederum nur ein Rundenspiel verpasst. Mit dem 2:0-Heimerfolg am 1. April 1962 gegen Hannover 96 beendete der 33-Jährige nach insgesamt 188 Ligaeinsätzen mit acht Toren seine Spielerlaufbahn bei Altona 93 in der Oberliga Nord. Goike war ein Muster an Beständigkeit bei den Schwarz-Weiß-Roten gewesen und hatte durchgehend dem Kreis der Leistungsträger angehört.

### Trainer im Amateurbereich
Bereits zur Runde 1962/63 trat er beim VfL Pinneberg in der Amateurliga Hamburg das Traineramt an. Nach einem 3. Rang im Debütjahr führte er die Rot-Blauen aus der Rosenstadt in seinem zweiten Trainerjahr, 1963/64, zur Meisterschaft in der Landesliga Hamburg und kämpfte deshalb in der Aufstiegsrunde um den Einzug in die zweitklassige Fußball-Regionalliga Nord. Mit dem Team um Angreifer Kurt Jung scheiterte er denkbar knapp im Entscheidungsspiel am 14. Juni 1964 durch eine 0:1-Niederlage an Göttingen 05. Den zweiten Regionalligaanlauf unternahm er nach dem erneuten Meisterschaftsgewinn 1967/68. Wiederum reichte es aber in der Aufstiegsrunde lediglich zum 2. Rang. Nach der Runde 1969/70 beendete Werner Goike seine Trainertätigkeit beim VfL Pinneberg, wo Rolf Rohrberg als sein Nachfolger antrat.